# 瓦爾德馬三世
瓦爾德馬三世（丹麥語：Valdemar 3. Eriksøn；1314年—1364年），石勒蘇益格公爵（1325年－1326年及1330年－1364年在位，是為瓦爾德馬五世），被舅父荷爾斯泰因-倫茨堡伯爵格哈德三世短暫擁立為丹麥國王（1326年－1329年在位），以取代被廢黜出逃的丹麥國王克里斯托弗二世。丹麥國王艾貝爾的後代，石勒蘇益格公爵埃里克二世之子。

## 登位
丹麥國王克里斯托弗二世從兄長埃里克六世手上繼承了已經破產的丹麥王國，很多土地已經抵押給德意志和丹麥貴族。國王在徵稅、懲罰及任免主教和貴族、徵集軍隊的權力都被大大剝削，此情況延續至1660年。因為克里斯托弗二世不能向丹麥人民及貴族徵稅，他便向德意志地區的人民徵收很高的稅收以彌補。其後，克里斯托弗二世更專注攻擊德意志北部的諸侯，結果帶來新的抵押及稅收，與教會及貴族決裂。1326年，丹麥貴族聯合荷爾斯泰因-倫茨堡伯爵格哈德三世推翻了克里斯托弗二世。克里斯托弗二世被迫出逃，叛亂的貴族推舉年僅12歲的瓦爾德馬為丹麥國王，是為瓦爾德馬三世，由格哈德三世攝政。瓦爾德馬三世簽署了憲章將石勒蘇益格公國分裂出丹麥王國，將石勒蘇益格公國交給格哈德三世，從此丹麥國王不再統治石勒蘇益格公國。
因為貴族實際統治丹麥，由其是德意志貴族大多向平民徵收重稅，西蘭島的農民終於在1328年起義叛亂，雖然平息了，但是日德蘭半島的農民又於1329年叛亂，雖然農民起義軍初時獲勝，但是最後仍是平息了。1329年，因為格哈德三世與他的盟友荷爾斯泰因-基爾伯爵約翰一世爭奪利益，克里斯托弗二世被約翰一世擁立為傀儡國王，以取代瓦爾德馬三世。格哈德三世放棄王位，恢復瓦爾德馬三世為石勒蘇益格公爵。
1340年，瓦爾德馬將妹妹海爾薇格嫁給新任的丹麥國王瓦爾德瑪四世，並開始轉變外交政策為親丹麥以避免戰爭。1364年，瓦爾德馬逝世，他的長子瓦爾德馬在4年前已經逝世，石勒蘇益格公國由次子海因里希一世繼承。
2015年，瓦爾德馬三世被發現死於布魯格達氏症候群。